# Szabadítsátok ki Willzyx-et
A Szabadítsátok ki Wilzy-X-et (Free Wilzyx) a South Park című rajzfilmsorozat 138. része (a 9. évad 13. epizódja). Elsőként 2005. november 30-án sugározták az Egyesült Államokban. Az epizódot Magyarországon először 2007. augusztus 22-én mutatták be.

## Cselekmény
|  | Alább a cselekmény részletei következnek! |

A fiúk a denveri óceánparkban vannak és a Jambu nevű bálna show-műsorát nézik. Mikor a műsornak vége Kyle marad a bálnánál, Kenny, Stan és Cartman viszont elmegy a rájákat megnézni. Kyle meglepetésére beszélni kezd hozzá a bálna. Nem veszi észre, hogy igazából a két kommentátor beszél hozzá egy hangszórón keresztül, ugyanis évek óta azzal szórakoznak, hogy elhihetik a gyerekekkel, hogy a bálna beszél hozzájuk. Kyle-nak „elmeséli” a bálna, hogy WilzyX-nek hívják, a Holdról jött és vissza szeretne jutni a Zypodokhoz a saját kastélyába. Kyle elmeséli a többieknek a történteket, de ők nem hiszik el, viszont mikor a bálna medencéje mellett állnak őket is „megszólítja” a bálna. Elmondja, hogy alig tud már beszélni, mert nagyon beteg, ugyanis nem bírja a földi atmoszférát és ha nem jut haza a Holdra akkor meg fog halni.
Estére összehívják a többi South Park-i gyereket és elmesélik a történteket, sőt egy tervet is készítenek, Jambu megszöktetésére. A tervhez szükség van az összes gördeszkára, Clyde-ék medencéjére és az orosz kormányra. Másnap reggelre eltűnik a bálna az óceánparkból és a két kommentátor rájön, hogy a fiúk voltak, akik elhitték a meséjüket, ezért úgy döntenek, hogy még a rendőrség előtt megkeresik a fiúkat és elmondják az igazat.
Közben a fiúk is dolgoznak, fel is hívják az orosz kormányt, de ők 20 millió dollárt kérnek az űrutazásért, nekik azonban nincs ennyi pénzük, ezért a többi ország kormányaihoz fordulnak, akiknek van űrprogramjuk. Végül a Mexikói Űrkutató Központ (MASA) vállalja 200 dollárért, így egy teherautóval elindulnak Mexikóba a bálnával. Útközben megállítja őket a két óceánparki kommentátor és kiderül, hogy a sofőrnek azt mondták, hogy a bálnát a Pizza Hutban nyerték. Mielőtt tisztázhatná a két kommentátor a dolgot megérkezik a rendőrség és egy állatvédő szervezet aktivistái is. Tűzharc keletkezik, amelyben az egyik kommentátort lelövik. Végül az állatvédő aktivistákkal továbbállnak, mivel azt hiszik, hogy a fiúk a bálnák fogságban tartása ellen tiltakoznak és azért szöktették meg Jambut, hogy nemzetközi vizeken elengedjék. Megérkeznek a MASA központba, ahol Jambut behúzzák a vízbe, ahol beúszik egy tartályba, amihez oda van láncolva az űrrakéta, amit fel is bocsátanak. Jambu eljutott a Holdra a fiúk hazatérnek South Parkba és megállapítják, hogy akárhányszor a Holdra néznek tudni fogják ezentúl, hogy Wilzyke ott van fent és a többi Zypoddal táncol a kastélyában. A következő vágókép pedig az, hogy a bálna holtan fekszik a Holdon.

## Utalások
- Valójában az egész epizód a Szabadítsátok ki Willy-t! című film paródiája.
- A MASA, vagyis a Mexikói Űrkutató Központ utalás a NASA-ra.

## Bakik
- Az egyik párbeszéd alatt, amikor Stan  Marsh beszél, Kyle Broflowski magyar hangja szólal meg

```
 "Ennyi volt? Ez volt a tervetek? Megkérni a ruszkikat hogy vigyék fel a bálnát?" mondat után.[10:24/21:59]
```

- Amikor az akrobata várakozik a cetre, az elúszik alatta, és bár nem látni, az a medence alja felől tér vissza

## Érdekesség
- Mikor az óceán parkba mennek a bálnát megszöktetni feketére van festve az arca mindenkinek, kivéve Tokent, akinek fehérre (Token afroamerikai).
- Mikor az oroszok nem vállalják az űrutazást, akkor Kyle azt mondja. „Azt az N-Singes gyereket is felvitték”, utalva arra, hogy az ’N Sync együttes egyik tagja is volt űrturista.
- Mexikónak igazából nincsen űrprogramja.